# Дембовец (Замойский повет)
Дембовец (пол. Dębowiec) — деревня в Замойском повете Люблинского воеводства Польши. Входит в состав гмины Скербешув. Находится примерно в 10 км к северо-востоку от центра города Замосць. По данным переписи 2011 года, в деревне проживало 645 человек.
В 1975—1998 годах деревня входила в состав Замойского воеводства.

## Население
Демографическая структура по состоянию на 31 марта 2011 года:
|         | Всего | До трудоспособного возраста | Трудоспособного возраста | Старше трудоспособного возраста |
| ------- | ----- | --------------------------- | ------------------------ | ------------------------------- |
| Мужчины | 329   | 75                          | 215                      | 39                              |
| Женщины | 316   | 65                          | 186                      | 65                              |
| Всего   | 645   | 140                         | 401                      | 104                             |